# 이노우에 렌
이노우에 렌(일본어: 井上 怜, 2001년 1월 18일~)는 일본의 축구 선수이다.

## 구단 경력
그는 2023년 J2리그의 미토 홀리호크에 입단했다. 2024년 4월 J3리그의 테게바자로 미야자키로 이적했다.